# Thomas Hermann Meister

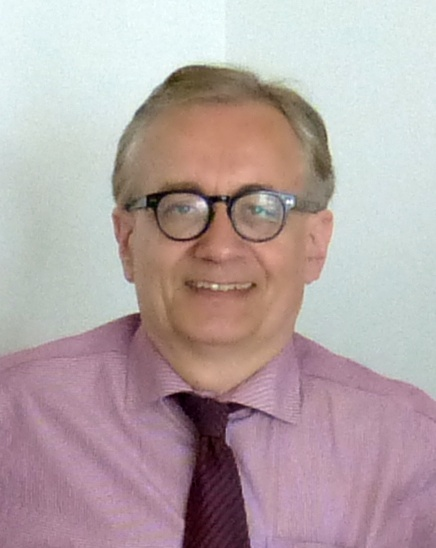
Thomas Hermann Meister (2013)

Thomas Hermann Meister (* 14. Juli 1955 in Duisburg) ist ein deutscher Diplomat im Ruhestand. Er war zuletzt von 2017 bis 2021 Generalkonsul in Houston.

## Leben
Nach dem Abitur begann er 1974 ein Studium der Wirtschaftswissenschaften an der Gesamthochschule Duisburg und schloss dieses Studium 1980 als Diplom-Ökonom ab. Im Anschluss begann er kurzzeitig ein Studium der Geschichte, Romanischen Sprachen und Literatur, trat dann jedoch 1981 in den Auswärtigen Dienst ein und wurde nach Beendigung der Attachéausbildung 1983 Legationssekretär in der Abteilung für Abrüstung und Rüstungskontrolle im Auswärtigen Amt.
Nachdem er zwischen 1984 und 1987 Legationsrat an der Botschaft in Australien war, wurde er Legationsrat Erster Klasse und Ständiger Vertreter des Botschafters in Uganda, ehe er von 1989 bis 1993 Vortragender Legationsrat in der Europa-Abteilung des Auswärtigen Amtes war. Im Anschluss war er erst Leiter der Kulturabteilung des Generalkonsulats in New York City und dann von 1996 bis 1999 stellvertretender Leiter des Referats für Internationale Technologiezusammenarbeit im Auswärtigen Amt.
Zwischen 1999 und 2003 war Meister Generalkonsul in Recife und daraufhin Botschaftsrat I. Klasse und Leiter der Politischen Abteilung der Botschaft in Spanien. 2006 kehrte er ins Auswärtige Amt zurück und war dort als Vortragender Legationsrat I. Klasse Leiter des Referats für Internationale Energiepolitik. Zwischen 2009 und 2012 war er Botschafter in Neuseeland. Mit dieser Funktion war er auch als Botschafter in Tonga, Samoa, Fidschi, Kiribati, Tuvalu und den Cookinseln akkreditiert, sowie außerdem Generalkonsul in Amerikanisch-Samoa.
Meister war danach von 2012 bis 2015 Botschafter in Island. Sein dortiger Nachfolger wurde daraufhin Herbert Beck. Meister wechselte zurück ins Auswärtige Amt und fungierte dort bis 2017 als Leiter des Referats für Klima- und Umweltaußenpolitik, bevor er 2017 als Generalkonsul nach Houston wechselte. In diesem Amt blieb er bis zum Eintritt in den Ruhestand 2021.